# Mitikile-Larrori-Mendibile
Mitikile-Larrori-Mendibile (en francès Moncayolle-Larrory-Mendibieu) és un municipi d'Iparralde al territori de Zuberoa, que pertany administrativament al departament dels Pirineus Atlàntics (regió de la Nova Aquitània). Limita amb les comunes d'Angous i Ürrüstoi-Larrabile al nord, Sus al nord-est, Gurs a l'est, Berrogaine-Larüntze a l'oest, Ospitalepea al sud-est i Sohüta al sud.

## Demografia
| Evolució de la població |      |      |      |      |      |      |      |      |
| 1793                    | 1800 | 1806 | 1821 | 1831 | 1836 | 1841 | 1846 | 1851 |
| 589                     | 586  | 558  | 570  | 642  | 674  | 986  | 921  | 851  |

| 1856 | 1861 | 1866 | 1872 | 1876 | 1881 | 1886 | 1891 | 1896 |
| ---- | ---- | ---- | ---- | ---- | ---- | ---- | ---- | ---- |
| 761  | 730  | 701  | 658  | 655  | 646  | 606  | 553  | 523  |

| 1901 | 1906 | 1911 | 1921 | 1926 | 1931 | 1936 | 1946 | 1954 |
| ---- | ---- | ---- | ---- | ---- | ---- | ---- | ---- | ---- |
| 523  | 532  | 495  | 487  | 499  | 442  | 438  | 401  | 398  |

| 1962 | 1968 | 1975 | 1982 | 1990 | 1999 | 2006 | 2011 | 2016 |
| ---- | ---- | ---- | ---- | ---- | ---- | ---- | ---- | ---- |
| 382  | 375  | 336  | 339  | 357  | 344  | -    | -    | -    |

| 2019 | - | - | - | - | - | - | - | - |
| ---- | - | - | - | - | - | - | - | - |
| -    | - | - | - | - | - | - | - | - |

## Personatges de la vila
- Bernard de Goyheneche dit Matalas, capellà de Mitikile, cap de la revolta de pagesos suletins de 1661 contra l'augment dels impostos reials. Fou arrestat a Ordiarp i decapitat.